# IP-сертификация
IP-сертификация (англ. Identity preservation certification, произносится «айпи́-сертификация») — международная система добровольной сертификации, предусматривающая аудит независимым органом по сертификации цепочки поставок не-ГМО сельскохозяйственного сырья или полученной из него пищевой продукции, а также верификацию системы менеджмента качества на месте, от семян растений до полок магазинов.
Наличие IP-сертификата, выданного авторитетным органом по сертификации, позволяет конечному потребителю, либо предприятию, использующему сертифицированное сырьё или сельскохозяйственные культуры в своём производстве, иметь достаточные основания полагать, что готовая пищевая продукция или продовольственное сырьё произведено из традиционных сортов растений, не подвергнутых какой бы то ни было управляемой искусственной генетической модификации (кроме традиционной селекции с использованием мутагенов). Кроме того, IP-сертификация используется в мировой торговле чтобы отличить товарные сельскохозяйственные культуры и сорта, либо полученную из них пищевую продукцию, обладающие вследствие наличия подтверждения их происхождения, добавленной стоимостью.
IP-сертификация осуществляется на соответствие правилам Европейского союза в отношении не-ГМО, в том числе Директиве 2001/18/EC и Правилам 1829/2003 и 1830/2003. Данные документы устанавливают требования ко всем процессам в цепочке поставок, в том числе к поставке семян, выращиванию, продажам, промышленной переработке, хранению сельскохозяйственных культур, их транспортировке, а также к отбору и анализу проб. Компании, успешно прошедшие IP-сертификацию, подлежат ежегодным надзорным аудитам со стороны органа по сертификации, для того, чтобы подтвердить, что установленные требования продолжают соблюдаться. IP-сертификация цепочки поставок не заменяет соблюдения национальных и международных правил.